# 111º Congresso degli Stati Uniti d'America
Il 111º Congresso degli Stati Uniti d'America, formato dalla Camera dei rappresentanti e dal Senato, costituì il ramo legislativo del governo federale statunitense dal 3 gennaio 2009 al 3 gennaio 2011. La sua attività coincise con le ultime due settimane della presidenza di George W. Bush, e proseguì sotto l'amministrazione di Barack Obama.
La sua composizione venne definita nelle elezioni generali del 4 novembre 2008, svoltesi in parallelo con quelle presidenziali, nelle quali il Partito Democratico incrementò la maggioranza in entrambe le Camere, ottenuta nelle precedenti elezioni, strappando al Partito Repubblicano 21 seggi alla Camera dei rappresentanti e 8 al Senato. In forza di ciò, la guida delle due Camere venne mantenuta rispettivamente da Nancy Pelosi e dal senatore Robert Byrd; il 28 giugno 2010 quest'ultimo fu sostituito da Daniel Inouye. Rispetto al precedente Congresso, fu creato un seggio per un delegato delle Isole Marianne Settentrionali, portando così il numero dei membri non votanti a 6.

## Senato

Appartenenza politica dei Senatori del 111º Congresso, Stato per Stato
2 Senatori democratici
2 Senatori repubblicani
1 Senatore democratico, 1 repubblicano
1 Senatore democratico, 1 indipendente

2 Senatori democratici
     2 Senatori repubblicani
     1 Senatore democratico, 1 repubblicano
     1 Senatore democratico, 1 indipendente

### Riepilogo della composizione
Uno dei due seggi senatoriali del Minnesota è rimasto vacante sino al 7 luglio 2009: la corsa tra il repubblicano Norm Coleman, in carica, ed il democratico Al Franken si è conclusa, dopo un riconteggio, con soli 225 voti a favore di quest'ultimo; Coleman si è in seguito rivolto ai tribunali dello Stato, ma allorché il 30 giugno la Corte Suprema del Minnesota ha all'unanimità respinto il suo ricorso, egli ha concesso la vittoria al suo rivale.
Il Senatore della Pennsylvania Arlen Specter, eletto sin dal 1980 nelle file del Partito Repubblicano, ha annunciato il 28 aprile 2009 il passaggio al Partito Democratico, attribuendo la sua decisione all'eccessivo spostamento a destra dei repubblicani a seguito dell'elezione di Barack Obama alla Presidenza degli Stati Uniti. Il trasferimento è divenuto ufficiale il 30 aprile.
Per qualche mese, pertanto, il Partito Democratico godette (almeno nominalmente) di una supermaggioranza di 60 senatori, che permette di aggirare qualunque tentativo di ostruzionismo (filibustering) da parte dell'opposizione. In tal modo è stato possibile accelerare in maniera decisiva l'esame della riforma sanitaria fortemente voluta dal Presidente Obama, giungendo alla sua approvazione il 24 dicembre 2009. Poco dopo, tuttavia, con l'elezione in Massachusetts del repubblicano Scott Brown in sostituzione del deceduto Ted Kennedy, i democratici persero questa condizione di privilegio.
Oltre a quella del celebre senatore del Massachusetts, il gruppo democratico è stato colpito dalla morte di un altro suo illustre rappresentante, Robert Byrd della Virginia Occidentale, spirato a 92 anni il 28 giugno 2010 dopo aver passato più di 50 anni consecutivi in Senato, di cui era anche Presidente pro tempore al momento della morte.

### Leadership

#### Assemblea
| Vicepresidente degli Stati Uniti d'America e Presidente del Senato | Vicepresidente degli Stati Uniti d'America e Presidente del Senato |
| ------------------------------------------------------------------ | ------------------------------------------------------------------ |
|                                                                    |                                                                    |
| Dick Cheney (R), fino al 20 gennaio 2009                           | Joe Biden (D), dal 20 gennaio 2009                                 |

| Presidente Pro Tempore del Senato       | Presidente Pro Tempore del Senato     |
| --------------------------------------- | ------------------------------------- |
|                                         |                                       |
| Robert Byrd (D), fino al 28 giugno 2010 | Daniel Inouye (D), dal 28 giugno 2010 |

| Leadership della Maggioranza al Senato            | Leadership della Maggioranza al Senato           |
| ------------------------------------------------- | ------------------------------------------------ |
|                                                   |                                                  |
| Leader della Maggioranza al Senato Harry Reid (D) | Whip della Maggioranza al Senato Dick Durbin (D) |

| Leadership della Minoranza al Senato                 | Leadership della Minoranza al Senato       |
| ---------------------------------------------------- | ------------------------------------------ |
|                                                      |                                            |
| Leader della Minoranza al Senato Mitch McConnell (R) | Whip della Minoranza al Senato Jon Kyl (R) |

#### Maggioranza
- Leader della Maggioranza: Harry Reid (D-NV)
- Assistente Leader: Richard Durbin (D-IL)

#### Minoranza
- Leader della Minoranza: Mitch McConnell (R-KY)
- Assistente Leader: Jon Kyl (R-AZ)

### Membri
Il numero indica la classe del senatore; nelle elezioni del novembre 2010 sono sottoposti ad elezione tutti i senatori appartenenti alla classe 3.
Alabama
- 2. Jeff Sessions (R)
- 3. Richard Shelby (R)

Alaska
- 2. Mark Begich (D)
- 3. Lisa Murkowski (R)

Arizona
- 1. Jon Kyl (R)
- 3. John McCain (R)

Arkansas
- 2. Mark Pryor (D)
- 3. Blanche Lincoln (D)

California
- 1. Dianne Feinstein (D)
- 3. Barbara Boxer

Carolina del Nord
- 2. Kay Hagan (D)
- 3. Richard Burr (R)

Carolina del Sud
- 2. Lindsey Graham (R)
- 3. Jim DeMint (R)

Colorado
- 2. Mark Udall (D)
- 3. Ken Salazar (D), fino al 20 gennaio 2009

     Michael Bennet (D), dal 21 gennaio 2009
Connecticut
- 1. Joe Lieberman (I-D)
- 3. Chris Dodd (D)

Dakota del Nord
- 1. Kent Conrad (D-NPL)
- 3. Byron Dorgan (D-NPL)

Dakota del Sud
- 2. Timothy P. Johnson (D)
- 3. John Thune (R)

Delaware
- 1. Thomas Carper (D)
- 2. Joe Biden (D), fino al 15 gennaio 2009

     Ted Kaufman (D), dal 16 gennaio 2009 al 15 novembre 2010
     Chris Coons (D), dal 15 novembre 2010
Florida
- 1. Bill Nelson (D)
- 3. Mel Martinez (R), fino al 9 settembre 2009

     George LeMieux (R), dal 10 settembre 2009
Georgia
- 2. Saxby Chambliss (R)
- 3. Johnny Isakson (R)

Hawaii
- 1. Daniel Akaka (D)
- 3. Daniel Inouye (D)

Idaho
- 2. Jim Risch (R)
- 3. Mike Crapo (R)

Illinois
- 2. Dick Durbin (D)
- 3. Roland Burris (D), fino al 29 novembre 2010

     Mark Kirk (R), dal 29 novembre 2010
Indiana
- 1. Richard Lugar (R)
- 3. Evan Bayh (D)

Iowa
- 2. Tom Harkin (D)
- 3. Chuck Grassley (R)

Kansas
- 2. Pat Roberts (R)
- 3. Sam Brownback (R)

Kentucky
- 2. Mitch McConnell (R)
- 3. Jim Bunning (R)

Louisiana
- 2. Mary Landrieu (D)
- 3. David Vitter (R)

Maine
- 1. Olympia Snowe (R)
- 2. Susan Collins (R)

Maryland
- 1. Ben Cardin (D)
- 3. Barbara Mikulski (D)

Massachusetts
- 1. Ted Kennedy (D), fino al 25 agosto 2009

     Paul G. Kirk (D), dal 24 settembre 2009 al 4 febbraio 2010
     Scott Brown (R), dal 4 febbraio 2010
- 2. John Kerry (D)

Michigan
- 1. Debbie Stabenow (D)
- 2. Carl Levin (D)

Minnesota
- 1. Amy Klobuchar (D-DFL)
- 2. Al Franken (D-DFL)

Mississippi
- 1. Roger Wicker (R)
- 2. Thad Cochran (R)

Missouri
- 1. Claire McCaskill (D)
- 3. Kit Bond (R)

Montana
- 1. Jon Tester (D)
- 2. Max Baucus (D)

Nebraska
- 1. Ben Nelson (D)
- 2. Mike Johanns (R)

Nevada
- 1. John Ensign (R)
- 3. Harry Reid (D)

New Hampshire
- 2. Jeanne Shaheen (D)
- 3. Judd Gregg (D)

New Jersey
- 1. Bob Menendez (D)
- 2. Frank Lautenberg (D)

New York
- 1. Hillary Clinton (D), fino al 21 gennaio 2009

     Kirsten Gillibrand (D), dal 26 gennaio 2009
- 3. Chuck Schumer (D)

Nuovo Messico
- 1. Jeff Bingaman (D)
- 2. Tom Udall (D)

Ohio
- 1. Sherrod Brown (D)
- 3. George Voinovich (R)

Oklahoma
- 2. Jim Inhofe (R)
- 3. Tom Coburn (R)

Oregon
- 2. Ron Wyden (D)
- 3. Jeff Merkley (D)

Pennsylvania
- 1. Bob Casey, Jr. (D)
- 3. Arlen Specter (R, poi D)

Rhode Island
- 1. Sheldon Whitehouse (D)
- 2. Jack Reed (D)

Tennessee
- 1. Bob Corker (R)
- 2. Lamar Alexander (R)

Texas
- 1. Kay Bailey Hutchison (R)
- 2. John Cornyn (R)

Utah
- 1. Orrin Hatch (R)
- 3. Bob Bennett (R)

Vermont
- 1. Bernie Sanders (I)
- 3. Patrick Leahy (D)

Virginia
- 1. Jim Webb (D)
- 2. Mark Warner (D)

Virginia Occidentale
- 1. Robert Byrd (D), fino al 28 giugno 2010

     Carte Goodwin (D), dal 16 luglio fino al 15 novembre 2010
     Joe Manchin, dal 15 novembre 2010
- 2. Jay Rockefeller (D)

Washington
- 1. Maria Cantwell (D)
- 3. Patty Murray (D)

Wisconsin
- 1. Herb Kohl (D)
- 3. Russ Feingold (D)

Wyoming
- 1. John Barrasso (R)
- 2. Mike Enzi (R)

## Camera dei rappresentanti

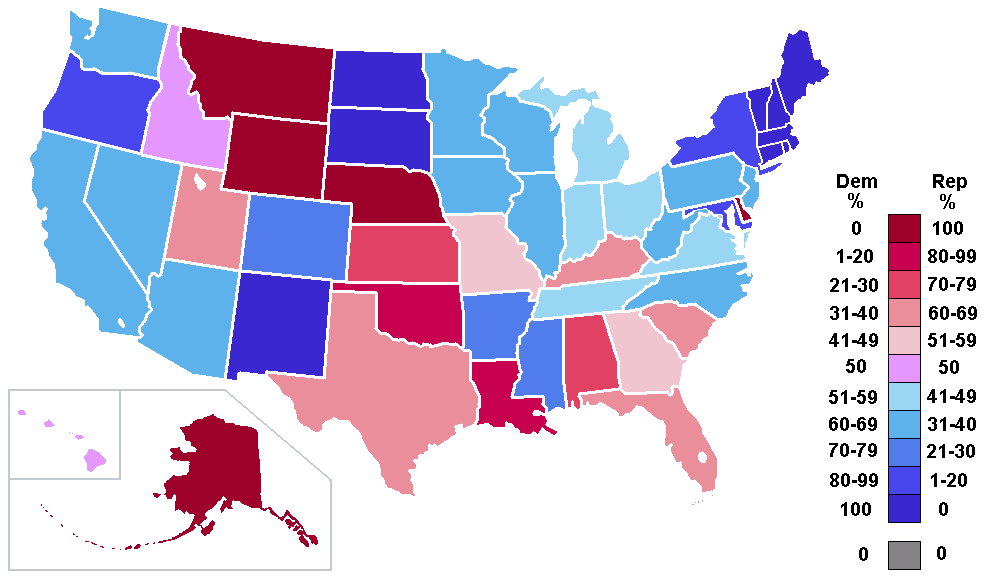
Rappresentazione percentuale dell'appartenenza politica dei membri della Camera dei rappresentanti nel 111º Congresso, visualizzata Stato per Stato.

### Avvicendamenti
4 deputati, tutti eletti tra le file del Partito Democratico, hanno rassegnato le dimissioni a causa di nomine nel quadro della nuova Amministrazione Obama: Rahm Emanuel (IL-5), Hilda Solis (CA-32) e Ellen Tauscher (CA-10) sono infatti divenuti rispettivamente Capo di gabinetto della Casa Bianca, Segretario del Lavoro e Sottosegretario di Stato per la sicurezza internazionale; Kirsten Gillibrand (NY-20), invece, è stata promossa a Senatrice del suo Stato per sostituire Hillary Clinton, nominata da Obama Segretario di Stato.
Altre dimissioni tra le file dei democratici sono state quelle di Robert Wexler (FL-19), chiamato alla presidenza del Centro per la pace e la cooperazione economica nel Medio Oriente, di Eric Massa (NY-29), di malferma salute e coinvolto in uno scandalo sessuale, e di Neil Abercrombie (HA-1), proiettato nella campagna elettorale per diventare governatore del proprio stato. Fra i repubblicani, per la stessa ragione si è dimesso anche Nathan Deal (GA-9), solo qualche minuto dopo aver votato contro la riforma sanitaria proposta dal Presidente Obama; una relazione extraconiugale è invece costata il posto a Mark Souder (IN-3).
Il Rappresentante Mark Kirk (IL-10), essendo stato eletto al Senato, abbandonò l'incarico alla Camera; il suo seggio pertanto rimase vacante dal 29 novembre 2010 fino al Congresso seguente.
L'onorevole Parker Griffith (AL-5) annunciò il 22 dicembre 2009 il suo passaggio ai repubblicani a causa delle profonde divergenze con la politica dell'Amministrazione Obama, soprattutto a riguardo della riforma sanitaria.
Infine, il democratico John Murtha (PA-12) è stato l'unico membro della Camera ad essere morto in carica, l'8 febbraio 2010.
Elezioni suppletive, previste ogniqualvolta un seggio rimanga vacante, si sono svolte 11 volte (IL-5, NY-20 e 23, CA-10 e 32, FL-19, PA-12; HA-1, GA-9, NY-29, IN-3), premiando nei primi 7 casi i candidati democratici, ovvero Michael Quigley, Scott Murphy, Bill Owens, John Garamendi, Judy Chu, Ted Deutch e Mark Critz, e nei restanti 4 i repubblicani Charles Djou, Tom Graves, Tom Reed e Marlin Stutzman.

### Leadership

#### Assemblea
| Speaker della Camera dei Rappresentanti |
| --------------------------------------- |
|                                         |
| Nancy Pelosi (D)                        |

| Leadership della Maggioranza alla Camera dei rappresentanti             | Leadership della Maggioranza alla Camera dei rappresentanti           |
| ----------------------------------------------------------------------- | --------------------------------------------------------------------- |
|                                                                         |                                                                       |
| Leader della Maggioranza alla Camera dei rappresentanti Steny Hoyer (D) | Whip della Maggioranza alla Camera dei rappresentanti Jim Clyburn (D) |
| Leadership della Minoranza alla Camera dei Rappresentanti               |                                                                       |
|                                                                         |                                                                       |
| Leader della Minoranza alla Camera dei Rappresentanti                   | Whip della Minoranza alla Camera dei Rappresentanti                   |
| John Boehner (R)                                                        | Eric Cantor (R)                                                       |

### Membri
Alabama
(5 Repubblicani, 2 Democratici)
- 1. Jo Bonner (R)
- 2. Bobby Bright (D)
- 3. Mike D. Rogers (R)
- 4. Robert Aderholt (R)
- 5. Parker Griffith (D, R dal 22 dicembre 2009)
- 6. Spencer Bachus (R)
- 7. Artur Davis (D)

Alaska
(1 Repubblicano)
- "At-large". Don Young (R)

Arizona
(5 Democratici, 3 Repubblicani)
- 1. Ann Kirkpatrick (D)
- 2. Trent Franks (R)
- 3. John Shadegg (R)
- 4. Ed Pastor (D)
- 5. Harry Mitchell (D)
- 6. Jeff Flake (R)
- 7. Raúl Grijalva (D)
- 8. Gabrielle Giffords (D)

Arkansas
(3 Democratici, 1 Repubblicano)
- 1. Marion Berry (D)
- 2. Vic Snyder (D)
- 3. John Boozman (R)
- 4. Mike Ross (D)

California
(34 Democratici, 19 Repubblicani)
- 1. Mike Thompson (D)
- 2. Wally Herger (R)
- 3. Dan Lungren (R)
- 4. Tom McClintock (R)
- 5. Doris Matsui (D)
- 6. Lynn Woolsey (D)
- 7. George Miller (D)
- 8. Nancy Pelosi (D)
- 9. Barbara Lee (D)
- 10. Ellen Tauscher (D), fino al 26 giugno 2009;

     John Garamendi (D), dal 5 novembre 2009
- 11. Jerry McNerney (D)
- 12. Jackie Speier (D)
- 13. Pete Stark (D)
- 14. Anna Eshoo (D)
- 15. Mike Honda (D)
- 16. Zoe Lofgren (D)
- 17. Sam Farr (D)
- 18. Dennis Cardoza (D)
- 19. George Radanovich (R)
- 20. Jim Costa (D)
- 21. Devin Nunes (R)
- 22. Kevin McCarthy (R)
- 23. Lois Capps (D)
- 24. Elton Gallegly (R)
- 25. Howard McKeon (R)
- 26. David Dreier (R)
- 27. Brad Sherman (D)
- 28. Howard Berman (D)
- 29. Adam Schiff (D)
- 30. Henry Waxman (D)
- 31. Xavier Becerra (D)
- 32. Hilda Solis, fino al 24 febbraio 2009;

     Judy Chu (D), dal 16 luglio 2009
- 33. Diane Watson (D)
- 34. Lucille Roybal-Allard (D)
- 35. Maxine Waters (D)
- 36. Jane Harman (D)
- 37. Laura Richardson (D)
- 38. Grace Napolitano (D)
- 39. Linda Sánchez (D)
- 40. Ed Royce (R)
- 41. Jerry Lewis (R)
- 42. Gary Miller (R)
- 43. Joe Baca (D)
- 44. Ken Calvert (R)
- 45. Mary Bono Mack (R)
- 46. Dana Rohrabacher (R)
- 47. Loretta Sanchez (D)
- 48. John Campbell (R)
- 49. Darrell Issa (R)
- 50. Brian Bilbray (R)
- 51. Bob Filner (D)
- 52. Duncan D. Hunter (R)
- 53. Susan Davis (D)

Carolina del Nord
(8 Democratici, 5 Repubblicani)
- 1. G. K. Butterfield (D)
- 2. Bob Etheridge (D)
- 3. Walter B. Jones (R)
- 4. David Price (D)
- 5. Virginia Foxx (R)
- 6. Howard Coble (R)
- 7. Mike McIntyre (D)
- 8. Larry Kissell (D)
- 9. Sue Wilkins Myrick (R)
- 10. Patrick McHenry (R)
- 11. Heath Shuler (D)
- 12. Mel Watt (D)
- 13. Brad Miller (D)

Carolina del Sud
(4 Repubblicani, 2 Democratici)
- 1. Henry E. Brown, Jr. (R)
- 2. Joe Wilson (R)
- 3. Gresham Barrett (R)
- 4. Bob Inglis (R)
- 5. John Spratt (D)
- 6. Jim Clyburn (D)

Colorado
(5 Democratici, 2 Repubblicani)
- 1. Diana DeGette (D)
- 2. Jared Polis (D)
- 3. John Salazar (D)
- 4. Betsy Markey (D)
- 5. Doug Lamborn (R)
- 6. Mike Coffman (R)
- 7. Ed Perlmutter (D)

Connecticut
(5 Democratici)
- 1. John Larson (D)
- 2. Joe Courtney (D)
- 3. Rosa DeLauro (D)
- 4. Jim Himes (D)
- 5. Chris Murphy (D)

Dakota del Nord
(1 Democratico)
- "At-large". Earl Pomeroy (D-NPL)

Dakota del Sud
(1 Democratico)
- "At-large". Stephanie Herseth Sandlin (D)

Delaware
(1 Repubblicano)
- "At-large". Michael Castle (R)

Florida
(15 Repubblicani, 10 Democratici)
- 1. Jeff Miller (R)
- 2. Allen Boyd (D)
- 3. Corrine Brown (D)
- 4. Ander Crenshaw (R)
- 5. Ginny Brown-Waite (R)
- 6. Cliff Stearns (R)
- 7. John Mica (R)
- 8. Alan Grayson (D)
- 9. Gus Bilirakis (R)
- 10. Bill Young (R)
- 11. Kathy Castor (D)
- 12. Adam Putnam (R)
- 13. Vern Buchanan (R)
- 14. Connie Mack IV (R)
- 15. Bill Posey (R)
- 16. Tom Rooney (R)
- 17. Kendrick Meek (D)
- 18. Ileana Ros-Lehtinen (R)
- 19. Robert Wexler (D), fino al 3 gennaio 2010;

     Ted Deutch (D), dal 15 aprile 2010
- 20. Debbie Wasserman Schultz (D)
- 21. Lincoln Díaz-Balart (R)
- 22. Ron Klein (D)
- 23. Alcee Hastings (D)
- 24. Suzanne Kosmas (D)
- 25. Mario Díaz-Balart (R)

Georgia
(7 Repubblicani, 6 Democratici)
- 1. Jack Kingston (R)
- 2. Sanford Bishop (D)
- 3. Lynn Westmoreland (R)
- 4. Hank Johnson (D)
- 5. John Lewis (D)
- 6. Tom Price (R)
- 7. John Linder (R)
- 8. Jim Marshall (D)
- 9. Nathan Deal (R), fino al 21 marzo 2010

     Tom Graves (R), dal 14 giugno 2010
- 10. Paul Broun (R)
- 11. Phil Gingrey (R)
- 12. John Barrow (D)
- 13. David Scott (D)

Hawaii
(1 Democratico, 1 repubblicano)
- 1. Neil Abercrombie (D), fino al 28 febbraio 2010;

     Charles Djou (R), dal 25 maggio 2010
- 2. Mazie Hirono (D)

Idaho
(1 Democratico, 1 Repubblicano)
- 1. Walter Minnick (D)
- 2. Mike Simpson (R)

Illinois
(12 Democratici, 7 Repubblicani)
- 1. Bobby Rush (D)
- 2. Jesse Jackson, Jr. (D)
- 3. Dan Lipinski (D)
- 4. Luis Gutiérrez (D)
- 5. Rahm Emanuel (D), fino al 2 gennaio 2009

     Michael Quigley (D), dal 21 aprile 2009
- 6. Peter Roskam (R)
- 7. Danny K. Davis (D)
- 8. Melissa Bean (D)
- 9. Jan Schakowsky (D)
- 10. Mark Kirk (R), fino al 29 novembre 2010

     Vacante, da tale data
- 11. Debbie Halvorson (D)
- 12. Jerry Costello (D)
- 13. Judy Biggert (R)
- 14. Bill Foster (D)
- 15. Timothy V. Johnson (R)
- 16. Donald Manzullo (R)
- 17. Philip Hare (D)
- 18. Aaron Schock (R)
- 19. John Shimkus (R)

Indiana
(5 Democratici, 4 Repubblicani)
- 1. Pete Visclosky (D)
- 2. Joe Donnelly (D)
- 3. Mark Souder (R), fino al 21 maggio 2010

     Marlin Stutzman (R), dal 2 novembre 2010
- 4. Steve Buyer (R)
- 5. Dan Burton (R)
- 6. Mike Pence (R)
- 7. André Carson (D)
- 8. Brad Ellsworth (D)
- 9. Baron Hill (D)

Iowa
(3 Democratici, 2 Repubblicani)
- 1. Bruce Braley (D)
- 2. David Loebsack (D)
- 3. Leonard Boswell (D)
- 4. Tom Latham (R)
- 5. Steve King (R)

Kansas
(3 Repubblicani, 1 Democratico)
- 1. Jerry Moran (R)
- 2. Lynn Jenkins (R)
- 3. Dennis Moore (D)
- 4. Todd Tiahrt (R)

Kentucky
(4 Repubblicani, 2 Democratici)
- 1. Ed Whitfield (R)
- 2. Brett Guthrie (R)
- 3. John Yarmuth (D)
- 4. Geoff Davis (R)
- 5. Hal Rogers (R)
- 6. Ben Chandler (D)

Louisiana
(6 Repubblicani, 1 Democratico)
- 1. Steve Scalise (R)
- 2. Joseph Cao (R)
- 3. Charlie Melancon (D)
- 4. John C. Fleming (R)
- 5. Rodney Alexander (R)
- 6. Bill Cassidy (R)
- 7. Charles Boustany (R)

Maine
(2 Democratici)
- 1. Chellie Pingree (D)
- 2. Mike Michaud (D)

Maryland
(7 Democratici, 1 Repubblicano)
- 1. Frank Kratovil (D)
- 2. Dutch Ruppersberger (D)
- 3. John Sarbanes (D)
- 4. Donna Edwards (D)
- 5. Steny Hoyer (D)
- 6. Roscoe Bartlett (R)
- 7. Elijah Cummings (D)
- 8. Chris Van Hollen (D)

Massachusetts
(10 Democratici)
- 1. John Olver (D)
- 2. Richard Neal (D)
- 3. Jim McGovern (D)
- 4. Barney Frank (D)
- 5. Niki Tsongas (D)
- 6. John Tierney (D)
- 7. Ed Markey (D)
- 8. Mike Capuano (D)
- 9. Stephen Lynch (D)
- 10. Bill Delahunt (D)

Michigan
(8 Democratici, 7 Repubblicani)
- 1. Bart Stupak (D)
- 2. Pete Hoekstra (R)
- 3. Vern Ehlers (R)
- 4. Dave Camp (R)
- 5. Dale E. Kildee (D)
- 6. Fred Upton (R)
- 7. Mark Schauer (D)
- 8. Mike J. Rogers (R)
- 9. Gary Peters (D)
- 10. Candice Miller (R)
- 11. Thaddeus McCotter (R)
- 12. Sander Levin (D)
- 13. Carolyn Cheeks Kilpatrick (D)
- 14. John Conyers (D)
- 15. John Dingell (D)

Minnesota
(5 Democratici, 3 Repubblicani)
- 1. Tim Walz (D-DFL)
- 2. John Kline (R)
- 3. Erik Paulsen (R)
- 4. Betty McCollum (D-DFL)
- 5. Keith Ellison (D-DFL)
- 6. Michele Bachmann (R)
- 7. Collin Peterson (D-DFL)
- 8. Jim Oberstar (D-DFL)

Mississippi
(3 Democratici, 1 Repubblicano)
- 1. Travis Childers (D)
- 2. Bennie Thompson (D)
- 3. Gregg Harper (R)
- 4. Gene Taylor (D)

Missouri
(5 Repubblicani, 4 Democratici)
- 1. William Lacy Clay, Jr. (D)
- 2. Todd Akin (R)
- 3. Russ Carnahan (D)
- 4. Ike Skelton (D)
- 5. Emanuel Cleaver (D)
- 6. Sam Graves (R)
- 7. Roy Blunt (R)
- 8. Jo Ann Emerson (R)
- 9. Blaine Luetkemeyer (R)

Montana
(1 Repubblicano)
- "At-large". Denny Rehberg (R)

Nebraska
(3 Repubblicani)
- 1. Jeff Fortenberry (R)
- 2. Lee Terry (R)
- 3. Adrian Smith (R)

Nevada
(2 Democratici, 1 Repubblicano)
- 1. Shelley Berkley (D)
- 2. Dean Heller (R)
- 3. Dina Titus (D)

New Hampshire
(2 Democratici)
- 1. Carol Shea-Porter (D)
- 2. Paul Hodes (D)

New Jersey
(8 Democratici, 5 Repubblicani)
- 1. Rob Andrews (D)
- 2. Frank LoBiondo (R)
- 3. John Adler (D)
- 4. Chris Smith (R)
- 5. Scott Garrett (R)
- 6. Frank Pallone (D)
- 7. Leonard Lance (R)
- 8. Bill Pascrell (D)
- 9. Steve Rothman (D)
- 10. Donald M. Payne (D)
- 11. Rodney Frelinghuysen (R)
- 12. Rush D. Holt Jr. (D)
- 13. Albio Sires (D)

New York
(26 Democratici, 2 Repubblicani)
- 1. Tim Bishop (D)
- 2. Steve Israel (D)
- 3. Peter T. King (R)
- 4. Carolyn McCarthy (D)
- 5. Gary Ackerman (D)
- 6. Gregory Meeks (D)
- 7. Joseph Crowley (D)
- 8. Jerrold Nadler (D)
- 9. Anthony D. Weiner (D)
- 10. Ed Towns (D)
- 11. Yvette Clarke (D)
- 12. Nydia Velázquez (D)
- 13. Michael McMahon (D)
- 14. Carolyn B. Maloney (D)
- 15. Charles B. Rangel (D)
- 16. José Serrano (D)
- 17. Eliot Engel (D)
- 18. Nita Lowey (D)
- 19. John Hall (D)
- 20. Kirsten Gillibrand (D), fino al 26 gennaio 2009;

     Scott Murphy (D), dal 29 aprile 2009
- 21. Paul Tonko (D)
- 22. Maurice Hinchey (D)
- 23. John McHugh (R), fino al 21 settembre 2009;

     Bill Owens (D), dal 6 novembre 2009
- 24. Mike Arcuri (D)
- 25. Dan Maffei (D)
- 26. Chris Lee (R)
- 27. Brian Higgins (D)
- 28. Louise Slaughter (D)
- 29. Eric Massa (D), fino al 5 marzo 2010;

     Tom Reed (R), dal 2 novembre 2010
Nuovo Messico
(3 Democratici)
- 1. Martin Heinrich (D)
- 2. Harry Teague (D)
- 3. Ben R. Luján (D)

Ohio
(10 Democratici, 8 Repubblicani)
- 1. Steve Driehaus (D)
- 2. Jean Schmidt (R)
- 3. Mike Turner (R)
- 4. Jim Jordan (R)
- 5. Bob Latta (R)
- 6. Charlie Wilson (D)
- 7. Steve Austria (R)
- 8. John Boehner (R)
- 9. Marcy Kaptur (D)
- 10. Dennis Kucinich (D)
- 11. Marcia Fudge (D)
- 12. Pat Tiberi (R)
- 13. Betty Sutton (D)
- 14. Steve LaTourette (R)
- 15. Mary Jo Kilroy (D)
- 16. John Boccieri (D)
- 17. Tim Ryan (D)
- 18. Zack Space (D)

Oklahoma
(4 Repubblicani, 1 Democratico)
- 1. John Sullivan (R)
- 2. Dan Boren (D)
- 3. Frank Lucas (R)
- 4. Tom Cole (R)
- 5. Mary Fallin (R)

Oregon
(4 Democratici, 1 Repubblicano)
- 1. David Wu (D)
- 2. Greg Walden (R)
- 3. Earl Blumenauer (D)
- 4. Peter DeFazio (D)
- 5. Kurt Schrader (D)

Pennsylvania
(11 Democratici, 7 Repubblicani)
- 1. Bob Brady (D)
- 2. Chaka Fattah (D)
- 3. Kathy Dahlkemper (D)
- 4. Jason Altmire (D)
- 5. Glenn Thompson (R)
- 6. Jim Gerlach (R)
- 7. Joe Sestak (D)
- 8. Patrick Murphy (D)
- 9. Bill Shuster (R)
- 10. Chris Carney (D)
- 11. Paul Kanjorski (D)
- 12. John Murtha (D), fino all'8 febbraio 2010;

     Mark Critz (D), dal 20 maggio 2010
- 13. Allyson Schwartz (D)
- 14. Michael F. Doyle (D)
- 15. Charlie Dent (R)
- 16. Joseph R. Pitts (R)
- 17. Tim Holden (D)
- 18. Tim Murphy (R)
- 19. Todd Platts (R)

Rhode Island
(2 Democratici)
- 1. Patrick Kennedy (D)
- 2. James Langevin (D)

Tennessee
(5 Democratici, 4 Repubblicani)
- 1. Phil Roe (R)
- 2. Jimmy Duncan (R)
- 3. Zach Wamp (R)
- 4. Lincoln Davis (D)
- 5. Jim Cooper (D)
- 6. Bart Gordon (D)
- 7. Marsha Blackburn (R)
- 8. John S. Tanner (D)
- 9. Steve Cohen (D)

Texas
(20 Repubblicani, 12 Democratici)
- 1. Louie Gohmert (R)
- 2. Ted Poe (R)
- 3. Sam Johnson (R)
- 4. Ralph Hall (R)
- 5. Jeb Hensarling (R)
- 6. Joe Barton (R)
- 7. John Culberson (R)
- 8. Kevin Brady (R)
- 9. Al Green (D)
- 10. Michael McCaul (R)
- 11. Mike Conaway (R)
- 12. Kay Granger (R)
- 13. Mac Thornberry (R)
- 14. Ron Paul (R)
- 15. Rubén Hinojosa (D)
- 16. Silvestre Reyes (D)
- 17. Chet Edwards (D)
- 18. Sheila Jackson Lee (D)
- 19. Randy Neugebauer (R)
- 20. Charlie Gonzalez (D)
- 21. Lamar S. Smith (R)
- 22. Pete Olson (R)
- 23. Ciro Rodriguez (D)
- 24. Kenny Marchant (R)
- 25. Lloyd Doggett (D)
- 26. Michael C. Burgess (R)
- 27. Solomon Ortiz (D)
- 28. Henry Cuellar (D)
- 29. Gene Green (D)
- 30. Eddie Bernice Johnson (D)
- 31. John Carter (R)
- 32. Pete Sessions (R)

Utah
(2 Repubblicani, 1 Democratico)
- 1. Rob Bishop (R)
- 2. Jim Matheson (D)
- 3. Jason Chaffetz (R)

Vermont
(1 Democratico)
- "At-large". Peter Welch (D)

Virginia
(6 Democratici, 5 Repubblicani)
- 1. Rob Wittman (R)
- 2. Glenn Nye (D)
- 3. Bobby Scott (D)
- 4. Randy Forbes (R)
- 5. Tom Perriello (D)
- 6. Bob Goodlatte (R)
- 7. Eric Cantor (R)
- 8. Jim Moran (D)
- 9. Rick Boucher (D)
- 10. Frank Wolf (R)
- 11. Gerry Connolly (D)

Virginia Occidentale
(2 Democratici, 1 Repubblicano)
- 1. Alan Mollohan (D)
- 2. Shelley Moore Capito (R)
- 3. Nick Rahall (D)

Washington
(6 Democratici, 3 Repubblicani)
- 1. Jay Inslee (D)
- 2. Rick Larsen (D)
- 3. Brian Baird (D)
- 4. Doc Hastings (R)
- 5. Cathy McMorris Rodgers (R)
- 6. Norm Dicks (D)
- 7. Jim McDermott (D)
- 8. Dave Reichert (R)
- 9. Adam Smith (D)

Wisconsin
(5 Democratici, 3 Repubblicani)
- 1. Paul Ryan (R)
- 2. Tammy Baldwin (D)
- 3. Ron Kind (D)
- 4. Gwen Moore (D)
- 5. Jim Sensenbrenner (R)
- 6. Tom Petri (R)
- 7. Dave Obey (D)
- 8. Steve Kagen (D)

Wyoming
(1 Repubblicano)
- "At-large". Cynthia Lummis (R)

#### Membri non votanti
- Samoa Americane: Eni Faleomavaega (D)
- Distretto di Columbia: Eleanor Holmes Norton (D)
- Guam: Madeleine Bordallo (D)
- Isole Marianne Settentrionali: Gregorio Sablan (Ind, D dal febbraio 2009)
- Porto Rico: Pedro Pierluisi (D)
- Isole Vergini: Donna Christian-Christensen (D)